# Lorran Lucas
Lorran Lucas Pereira de Sousa (Brasil, 4 de julio de 2006), más conocido como Lorran Lucas, es un futbolista brasileño que juega como delantero en el C. R. Flamengo del Campeonato Brasileño de Serie A.

## Estadísticas

### Clubes
Actualizado al último partido disputado el 25 de agosto de 2024.
| Club                    | Div.          | Temporada     | Liga  | Liga  | Liga   | Estatal | Estatal | Estatal | Copas nacionales | Copas nacionales | Copas nacionales | Copas internacionales | Copas internacionales | Copas internacionales | Total | Total | Total  |
| Club                    | Div.          | Temporada     | Part. | Goles | Asist. | Part.   | Goles   | Asist.  | Part.            | Goles            | Asist.           | Part.                 | Goles                 | Asist.                | Part. | Goles | Asist. |
| ----------------------- | ------------- | ------------- | ----- | ----- | ------ | ------- | ------- | ------- | ---------------- | ---------------- | ---------------- | --------------------- | --------------------- | --------------------- | ----- | ----- | ------ |
| C. R. Flamengo · Brasil | 1.ª           | 2023          | 0     | 0     | 0      | 4       | 1       | 0       | 0                | 0                | 0                | 0                     | 0                     | 0                     | 4     | 1     | 0      |
| C. R. Flamengo · Brasil | 1.ª           | 2024          | 15    | 1     | 1      | 2       | 0       | 1       | 2                | 0                | 0                | 4                     | 0                     | 1                     | 23    | 1     | 3      |
| C. R. Flamengo · Brasil | Total club    | Total club    | 15    | 1     | 1      | 6       | 1       | 1       | 2                | 0                | 0                | 4                     | 0                     | 1                     | 27    | 2     | 3      |
| Total carrera           | Total carrera | Total carrera | 15    | 1     | 1      | 6       | 1       | 1       | 2                | 0                | 0                | 4                     | 0                     | 1                     | 27    | 2     | 3      |